# Medeolariaceae
Medeolariaceae är en familj av svampar. Medeolariaceae ingår i ordningen Medeolariales, divisionen sporsäcksvampar och riket svampar.
| Medeolariaceae | \| \| Medeolaria \| \| \| \| |
|                | \| \| Medeolaria \| \| \| \| |
|                | Medeolaria                   |
|                |                              |

|  | Medeolaria |
|  |            |